# 维克托·扎瓦尔津
维克托·米哈伊洛维奇·扎瓦尔津（羅馬化：Viktor Mikhaylovich Zavarzin；1948年11月28日—）曾是苏联陆军和后来的俄罗斯陆军的军官，军衔为大将。